# سرموشان
سرموشان (نام علمی: Cephalomyidae) نام یک تیره از parvorder تشی‌آروارگان آمریکای جنوبی است.